# Sonate voor cello en piano (Dyson)
George Dyson componeerde zijn Cellosonate voor cello en piano (zijn enige bekende sonate) in het najaar van 1903 en januari 1904. Dyson was toen nog in opleiding aan het Royal College of Music.

## Geschiedenis
Er is veel niet zeker over dit vroege werk van Dyson. Hij heeft veel vroege werken van zichzelf vernietigd; hij was er niet tevreden over en wilde ze later ook niet reviseren, hij was meer geïnteresseerd in het maken van nieuwe muziek. Dit werkje is vernietiging bespaard gebleven, omdat Dyson het manuscript (tijdelijk?) had uitgeleend/gegeven aan een medestudent aan het RCM, wellicht om uit te voeren, of om te spelen, of om te bewaren. Het is zo goed als zeker dat het nooit is gepeeld in het openbaar, en destijds is het niet uitgegeven. Het is later verdwenen in de archieven van het RCM. Met de hernieuwde belangstelling voor Dyson's muziek in de jaren negentig van de 20e eeuw, duikt deze compositie op. De officiële première vindt plaats op 22 mei 2002 op het Wickam festival te High Wycombe. Het wordt dan ook voor het eerst op de plaat gezet. Er wordt daarbij vermeld dat degenen die het willen uitvoeren contact moeten opnemen met de Sir George Dyson Estate; na een financiële vergoeding krijgt men een kopie opgezonden. Het blijkt dermate populair dat een officiële uitgave in 2007 verschijnt, dit heeft waarschijnlijk te maken met het feit, dat Dyson veel composities heeft opgeleverd die zowel geschikt waren voor uitvoeringen, maar ook als studiemuziek konden dienen.

## Compositie
De cellosonate is geschreven in de romantische stijl. Ten opzichte van zijn latere werken, klinkt deze sonate krachtig en karaktervol. De melodie staat voorop, niet de techniek; reden waarom wordt aangenomen dat het meer een werk was ter studie dan een "serieus" concertwerk. Vergelijking met andere composities uit die tijd is niet mogelijk (zie boven). Er zijn drie delen:
1. Poco andante (10 december 1903)
2. Allegretto con moto
3. Allegro con spirito (19 januari 1904)

## Bron en discografie
- Uitgave Dutton Epoch; Joseph Spooner (cello) en David Owen Norris (piano)